# Eda-Ines Etti
Eda Ines Etti, nota anche con lo pseudonimo di Ines (Haapsalu, 26 maggio 1981), è una cantante estone.

## Biografia
Artista di grande successo in patria, nel 2000 è stata la rappresentante dell'Estonia all'Eurovision con la canzone Once in a lifetime, concludendo la competizione in quarta posizione.
Ha partecipato altre numerose volte alla competizione nazionale Eurolaul, posizionandosi seconda all'edizione del 2006. È stata co-presentatrice nell'edizione del 2005 ed è ritornata a partecipare nel 2006 con la canzone Iseendale e nel 2007 con In good and bad.
Ha inoltre vinto tre premi agli Eesti Muusikaauhinnad: come "Female Artist of the Year" nel 2000 e nel 2005 e come "Record of the Year" sempre nel 2005. Nella categoria "Female Artist of the Year" è stata successivamente nominata nel 2006 e nel 2008. Nel 2008 ha inoltre vinto il reality Laulud tähtedega (Versione estone del britannico Just the Two of Us).

## Discografia

### Album
- Here for your love (2000)
- 15 magamata ööd (2004)
- Uus päev (2005)
- Kustutame vead (2007)
- Kas kuuled mind (2009)
- Kiusatus (2011)

### Singoli
- Reason (1999)
- Once in a Lifetime (2000)
- Highway to Nowhere (2002)
- 15 magamata ööd (2004)
- Kallis, kas sa tead (2004)
- Väike saatan (2004)
- Aarete saar (2005)
- Suvi on veel ees (2005)
- Must ja valge (2005)
- Ma ei tea, mis juhtuks (2005)
- Iseendale (2006)
- Ma ei tea (2006)
- Lendan (2006)
- In Good and Bad (2007)
- Kustutame vead (2007)
- Keerlen (2008)
- Lõpuni välja (2008)
- Kus kulgeb kuu (2008)
- Ja sina (2009)
- Öine linn (2009)
- Ükskord (2009)
- Äratatud hing (2010)